# A Better Tomorrow 2018
Pour plus de détails, voir Fiche technique et Distribution.
A Better Tomorrow 2018 (英雄本色2018, Ying xiong ben se 2018) est un film d'action chinois co-écrit, réalisé et monté par Ding Sheng et sorti en 2018. C'est une reprise du film hongkongais culte Le Syndicat du crime (1986) de John Woo. L'histoire est similaire mais le lieu de l'action est différent.
Il clôt le Festival du film CinemAsia (en) aux Pays-Bas le 11 mars 2018 et est également projeté au Festival du film asiatique d'Osaka, au Festival international du Film de Newcastle au Royaume-Uni, et au Festival du film d'Extrême-Orient en Italie. 
Il totalise 9 300 000 $US au box-office chinois de 2018.

## Synopsis
Zhou Kai (Wang Kai (en)) dirige un réseau de contrebande qui expédie des marchandises d'une ville côtière chinoise jusqu'au Japon. Son petit frère est un flic novice idéaliste nommé Zhou Chao (Ma Tianyu (en)), qui ignore tout de ses relations louches. Lorsque Kai refuse de se tourner vers le trafic de drogue, son équipe se divise, l'un de ses hommes le trahit et Kai finit par se faire arrêter. Trois ans plus tard, il est libéré de prison et tente de mener une vie discrète et humble avec son ancien partenaire de crime Mark (Darren Wang (en)). Cependant, son frère ne lui pardonne pas que ses actes criminels aient provoqué la mort de leur père. C'est alors que les anciens associés de Kai le forcent à revenir dans leurs activités.

## Fiche technique
- Titre original : 英雄本色2018
- Titre international : A Better Tomorrow 2018
- Réalisation : Ding Sheng
- Scénario : Ding Sheng et Xu Yang
- Photographie : Ding Yu
- Montage : Ding Sheng
- Musique : Lao Zi et Dou Peng
- Production : Zhang Miao, Lu Qian, Joe Tam et Chen Wei
- Société de production : Beijing Jingxi Culture & Tourism, Chongqing Shuimu Chengde Capital L.P., Beijing Sparkle Roll Media Corporation et CoolBoy (Shanghai) Culture Communication
- Société de distribution : Beijing Jingxi Tourism Development et Huoerguosi Enlight Media
- Pays de production :  Chine
- Langue originale : mandarin
- Format : couleur
- Genre : action
- Durée : 114 minutes
- Dates de sortie :
  - Chine et Singapour : 18 janvier 2018
  - Canada et États-Unis : 19 janvier 2018
  - Australie et Nouvelle-Zélande : 25 janvier 2018

## Distribution
- Wang Kai (en) : Zhou Kai
- Ma Tianyu (en) : Zhou Chao
- Darren Wang (en) : Ma Ke
- Yu Ailei : Cang
- Lam Suet : Ha
- Wu Yue (en) : Pi Jin
- Li Mincheng : Guo Dui
- Li Meng : Mei Lin
- Zhang Yishang : Lu Lu
- Yûta Nakano : Okamura
- Shi Liang : le père de Zhou Kai et Zhou Chao
- Jiang Peiyao : Yang Yang, la petite amie de Ma Ke
- Han Han : le chauffeur de la voiture.
- Ning Hao : le client du bar de du vieux Ma
- Eric Tsang : le prisonnier D8145.
- Guo Xiaoran : le capitaine du bateau
- Song Ge : Song, le chef de la police
- Brian Huang : l'ami taïwanais de Ma Ke
- Ding Sheng : le chauffeur de taxi